# スバルコリア
スバルコリア（SUBARU Korea）はかつて存在していた富士重工業（現：SUBARU）の韓国における総輸入販売代理店。韓国市場参入のパートナー企業である高麗製鋼（＝KOS）グループ（ソウル籠山区、代表: 洪 皓正）の100％子会社である。現在は代理店のひとつであったJISANモーターズが整備・部品管理を引き受けている。
ディーラーはソウル2か所、京畿道2か所、釜山1か所の計5か所で展開していた。

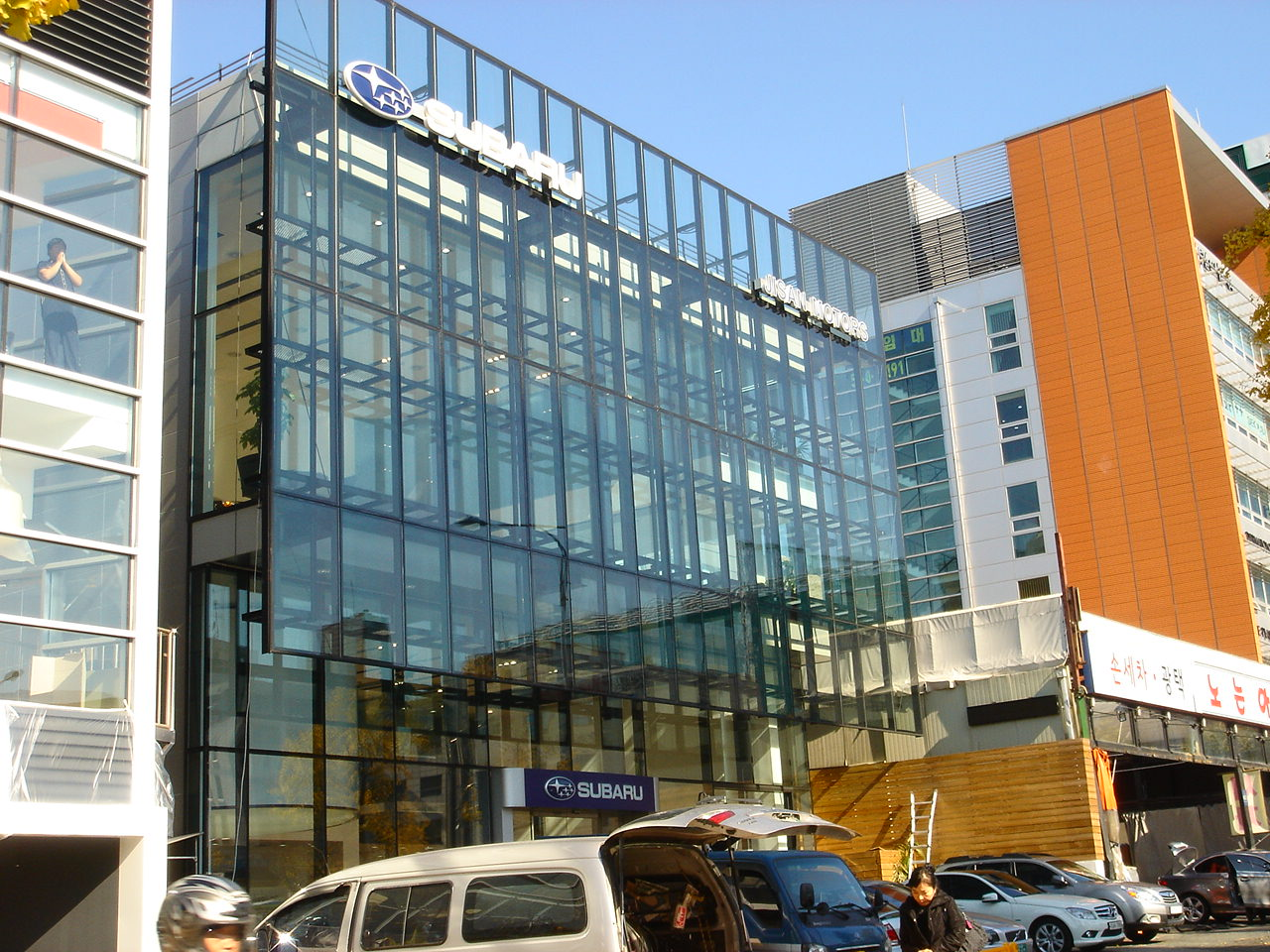
ディーラー（江南区・JISANモーターズ）

## 概要
韓国におけるスバル車の流通、販売、サービス事業を目的として2009年6月に設立された。トヨタや日産、三菱、ホンダなど日本からの輸入車市場が急成長を見せる韓国において、中型乗用車やSUVといったカテゴリーが人気を集めていることに加え、山間部が多い地形や年間を通じて気温の寒暖差が激しい気候など韓国特有の環境において長年にわたる4WD技術と水平対向エンジン技術でスバルならではの高い走行性能と安全性能を訴求してゆくことでスバルブランドの確立と浸透を図ることを目的として設立された。

## 沿革
2010年1月、韓国市場への投入は2010年4月からと発表され、同月開催された釜山モーターショーに市販仕様を出展。2010年5月11日、ソウル・江南区、釜山、仁川など計5か所の拠点で営業を開始（のちに7か所に増えた）。なお、韓国における納車第一号となった車種はフォレスターであり、江南のディーラー・JISANモーターズでは納車式も行なわれ、スバルコリアの役員らも出席した。2010年6月、レガシィとアウトバックをリコール（31台が対象）。ステアリングロールコネクターに欠陥が発覚。最悪の場合、エアバッグ警告灯が点灯したり、ラジオやクラクションなどが作動しないといった現象が起きる事が考えられるという。
2011年3月、ソウルモーターショー2011にてブースを初出展。　
2012年12月26日、2010年は384台、2011年は664台、2012年（11月まで）は558台・・・と販売不振により、韓国市場からの撤退を発表。31日からは販売も停止。わずか3年での撤退となった。ただし、サービス関連は当面の間継続された。

## 取扱っていた車種
- レガシィ（日本名レガシィB4。ツーリングワゴンは投入されない）。排気量は2.5L（EJ25）と3.6L（EZ36）。ともに自然吸気（NA）仕様のみでターボ仕様は用意されない。
- アウトバック（日本名レガシィアウトバック）、排気量は同上。
- フォレスター、排気量は2.5L・NA（FB25）のみでターボは用意されない。

フォレスターのみ日本からの輸入で、残2車種は北米からの輸入、つまりSIA製である（運転席側リヤドアガラスにSIA製であることを証明するステッカーが貼付されている）。

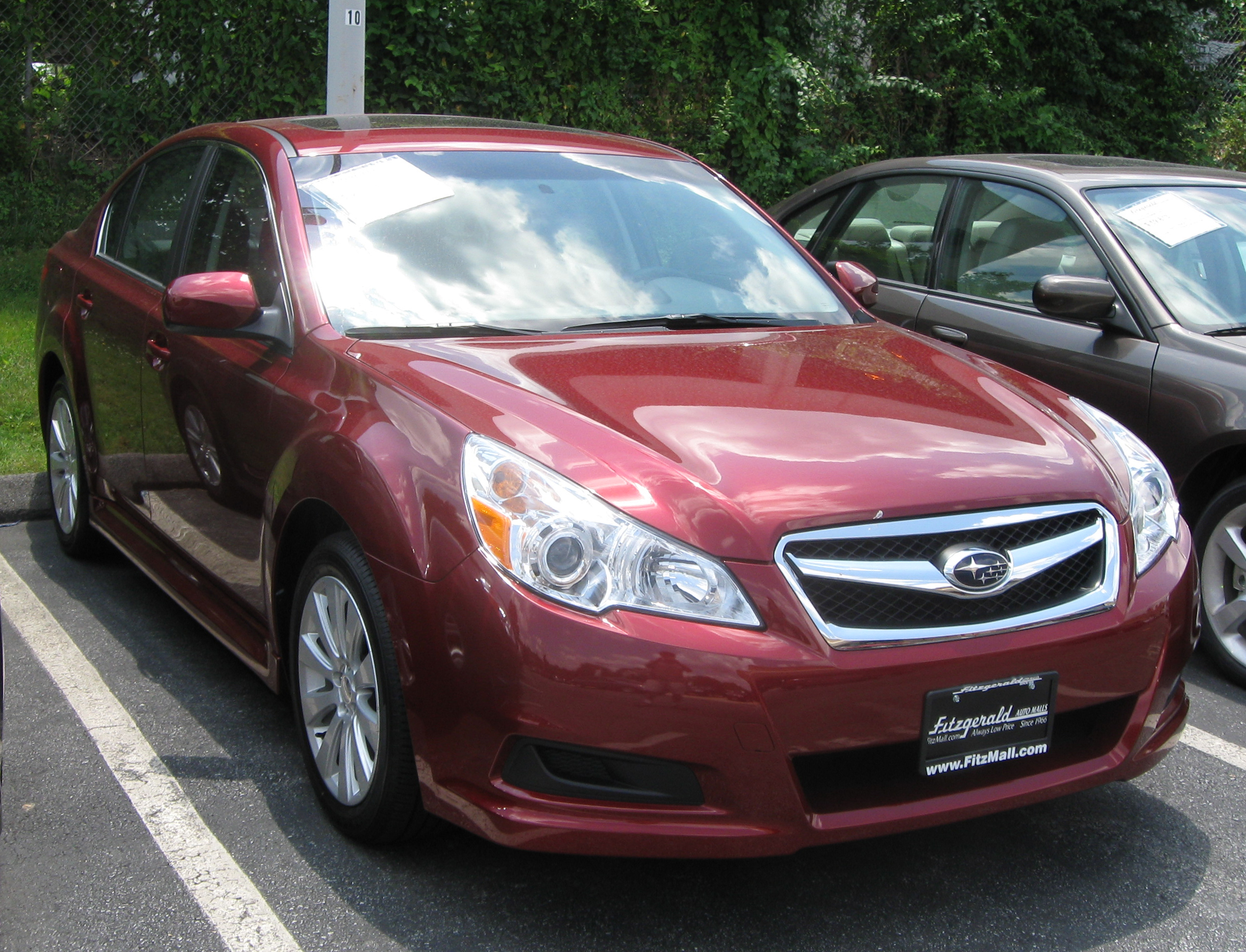
レガシィ（레가시）
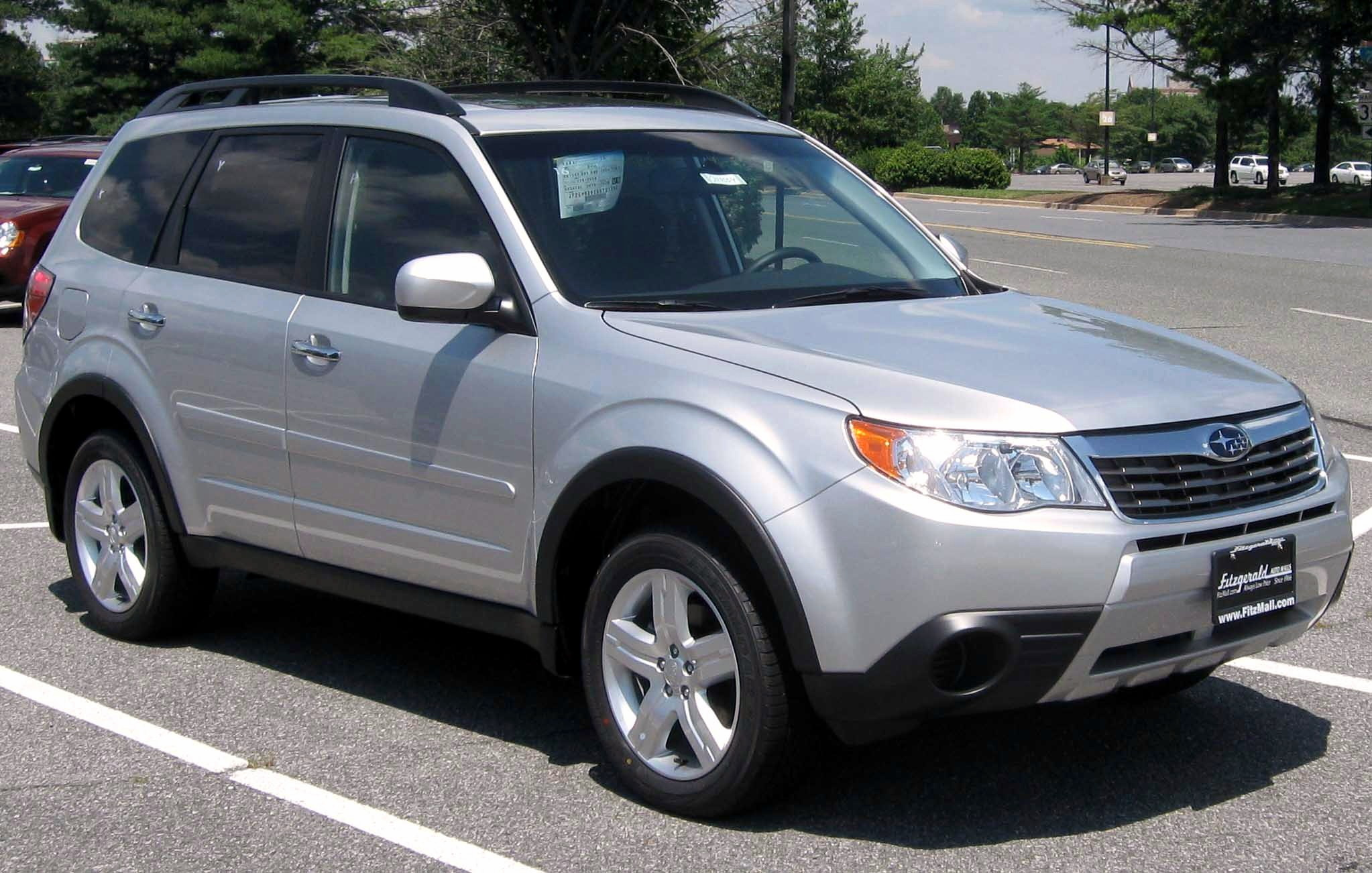
フォレスター（포레스타）
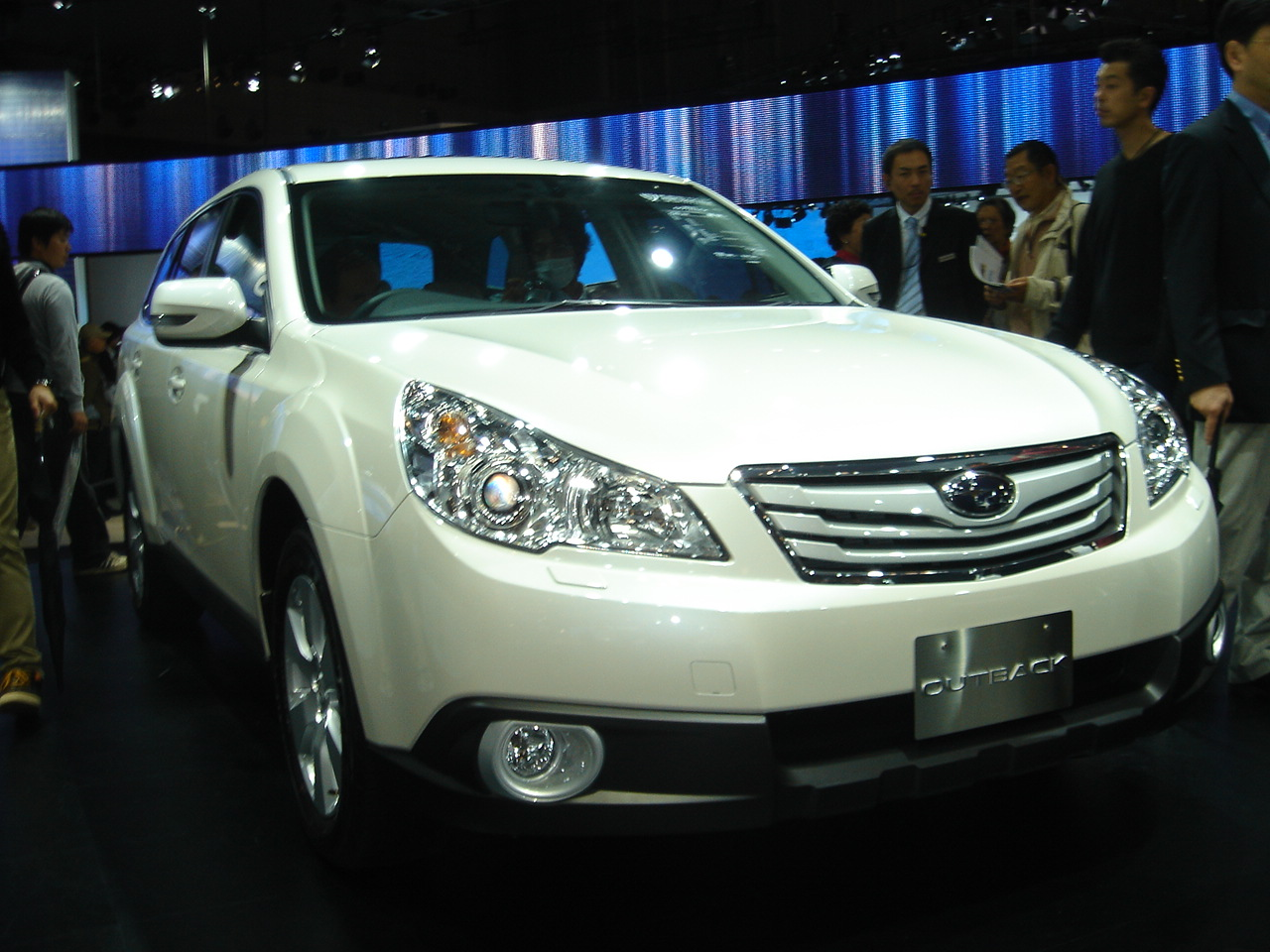
アウトバック（아웃백[8]）

## その他
1980年代と1990年代にも韓国への進出を目指したが、いずれも最終的には白紙撤回していた。